# Neocyttus psilorhynchus
Neocyttus psilorhynchus is een straalvinnige vissensoort uit de familie van oreos (Oreosomatidae). De wetenschappelijke naam van de soort is voor het eerst geldig gepubliceerd in 1998 door Yearsley & Last.